# Pihva
Pihva – wieś w Estonii, w prowincji Tartu, w gminie Tähtvere.